# Kotaro Omori
Kotaro Omori (大森 晃太郎 Omori Kotaro?), född 28 april 1992 i Osaka prefektur, är en japansk fotbollsspelare.
Omori började sin karriär 2011 i Gamba Osaka. Han spelade 100 ligamatcher för klubben. Med Gamba Osaka vann han japanska ligan 2014, japanska ligacupen 2014 och japanska cupen 2014, 2015. 2017 flyttade han till Vissel Kobe. Efter Vissel Kobe spelade han för FC Tokyo och Júbilo Iwata.